# Zmije nosorohá
Zmije nosorohá (Bitis nasicornis), nebo také zmije pobřežní, je had z čeledi zmijovití. Žije v západní a střední Africe. Obývá deštné lesy a lesní porosty podél řek, obvykle se pohybuje v nadmořské výšce do 2500 metrů. Jedná se o velkou a mohutnou zmiji, která v dospělosti měří okolo 60 až 90 cm, výjimečně možná až 150 cm. Potravu loví ze zálohy a živí se savci, velkými žábami a rybami. Zbarvení je krycí, podobně jako u příbuzné zmije gabunské (Bitis gabonica), zahrnuje pravidelný koberec z šedé, modré, purpurové, oranžové a sametově černé, s velkou černou kresbou ve tvaru šípu na dlouhé hlavě. Rohům podobné výrůstky na nose daly této zmiji druhové vědecké jméno – nosorohá. Přestože je pozemní, dokáže šplhat po nízkých keřích a umí i dobře plavat. Samice rodí živá mláďata, kterých bývá 6 až 35 a jsou 18 až 25 cm dlouhá. Zmije nosorohá disponuje poměrně silným jedem, z velké části hemotoxickým, který rozkládá tkáň a způsobuje masivní krvácení. Laboratorní testy na myších ukázaly, že v případě nitrožilně podaného jedu se smrtná dávka LD50 pohybuje okolo 1,1 mg/kg, přičemž had může mít v zásobě i více než 350 mg jedu.